# Ichirō Kamoshita
Ichirō Kamoshita (鴨下 一郎, Kamoshita Ichirō), né le 16 janvier 1949 dans l'arrondissement d'Adachi à Tōkyō, est un homme politique japonais, membre du Parti libéral-démocrate (PLD). Il est élu à la Chambre des représentants du Japon depuis 1993, successivement pour l'ancien 10e district électoral de Tōkyō (de 1993 à 1996), puis le nouveau 13e district électoral de Tōkyō (de 1996 à 2003, de 2005 à 2009 et depuis 2012) et à la proportionnelle dans le bloc de Tōkyō (de 2003 à 2005 et de 2009 à 2012), et fut ministre de l'Environnement, également chargé des problèmes environnementaux mondiaux, des Cabinets Abe puis Fukuda du 27 août 2007 au 1er août 2008. Au sein du PLD, c'est un fidèle de Shigeru Ishiba.

## Formation et carrière professionnelle
Docteur en médecine de l'université Nihon en 1979, il exerce jusqu'en 1993, tout en ayant également occupé des fonctions exécutives au sein de cliniques privées. Il se spécialise notamment dans le domaine de la médecine psychosomatique, il devient directeur de la Clinique internationale d'Hibiya (日比谷 国際 クリニック, Hibiya kokusai kurinikku), dans l'arrondissement de Chiyoda à Tōkyō, à partir de 1981. Cet établissement généraliste privé est alors surtout spécialisé dans le traitement de maladies du foie, de maux de tête ou d'allergie tout en délivrant des vaccins ou sérums pour des personnes devant ou ayant voyagé à l'étranger. Il devient également en avril 1993 directeur en chef de la Croix-Bleue au Japon.
À côté de ses activités médicales, il a également pris en 1988 la direction générale de l'Académie Kamoshita (鴨下学園, Kamoshita-gakuen), une Corporation éducative fondée dans les années 1950 par son père et qui gère plusieurs établissements scolaires privés dans l'arrondissement d'Adachi.

## Carrière politique

### Les débuts: de l'opposition au ralliement au PLD
Il est ainsi élu pour la première fois à la Chambre des représentants en 1993 sous les couleurs du Nouveau parti du Japon (créé en 1992 par Morihiro Hosokawa et d'autres dissidents du PLD, faisant partie de la coalition anti-PLD qui dirigea le Japon de 1993 à 1994).
Une fois la coalition anti-PLD dissoute, il rejoint le tout nouveau parti d'opposition Parti de la nouvelle frontière ou Shinshintō, et est réélu sous cette étiquette en 1996 pour le nouveau 13e district électoral de Tōkyō créé par la réforme de 1994, à savoir la partie est de son arrondissement natal d'Adachi. Il quitte néanmoins le Shinshintō en même temps que son ancien mentor, Morihiro Hosokawa, en juin 1997. Il ne suit toutefois pas ce dernier dans le nouveau mouvement politique qu'il crée à cette occasion, mais rejoint le PLD et donc la majorité. Il adhère en son sein au Heisei Kenkyūkai (Groupe d'études d'Heisei) ou Heiseikai, plus connu alors sous le nom de « faction Obuchi » car dirigé par Keizō Obuchi avant de devenir successivement par la suite la « faction Hashimoto » de 1998 à 2006, puis la « faction Tsushima » de 2006 à 2009 et, depuis lors, la « faction Nukaga ».

### Le spécialiste des questions de Santé publique et d'Environnement
Après avoir soigné pendant plus de 15 ans des maladies psychosomatiques et leurs effets, il justifie son engagement en politique comme une volonté de traiter les causes de ces pathologies qui, selon lui, trouvent leurs sources dans les déséquilibres de la société.
Il s'intéresse alors surtout aux dossiers touchant la qualité de la vie quotidienne des citoyens, que ce soit le droit et la qualité du travail (il est membre de la Commission du Travail de la Chambre à partir de 1993), la santé publique mais aussi, et surtout, les questions environnementales. Il est ainsi vice-ministre parlementaire auprès de Toshiko Hamayotsu (Kōmeitō), directrice de l'Agence nationale de l'Environnement avec rang de ministre d'État dans l'éphémère 80e Cabinet du Japon dirigé par Tsutomu Hata du 28 avril au 30 juin 1994.
Plus tard, il est premier vice-ministre aux côtés de Chikara Sakaguchi (Nouveau Kōmeitō), alors ministre de la Santé, du Travail et des Affaires sociales dans le 87e Cabinet du Japon et le premier de Jun'ichirō Koizumi, du 1er octobre 2002 au 19 novembre 2003, avant d'être président de la Commission de la Santé, du Travail et des Affaires sociales à la Chambre des représentants d'octobre 2004 à novembre 2005.

### Ministre de l'Environnement
Mais il n'arrive sur le devant de la scène politique que lorsqu'il est nommé par Shinzō Abe ministre de l'Environnement, également chargé des problèmes environnementaux mondiaux, lors du remaniement ministériel du 27 août 2007. Il est plus tard reconduit par Yasuo Fukuda à partir du 26 septembre.
Il est alors surtout chargé de défendre les propositions du Japon, qui préside le G8 en 2008, concernant l'accélération des réductions d'émissions de gaz à effets de serre après l'achèvement du protocole de Kyōto en 2012, pour les ramener à moins de 50 % de ce qui est émis aujourd'hui d'ici à 2050. Il s'est fait notamment l'avocat de « l'approche sectorielle » proposée par le Premier ministre Yasuo Fukuda et qui prévoit de juger les progrès accomplis dans chaque secteur économique plutôt que d'établir des quotas nationaux, se heurtant alors au scepticisme des pays en voie de développement mais aussi des puissances européennes,.
Il n'est pas reconduit au Cabinet, comme 12 autres de ses confrères sur 17, à la suite du remaniement ministériel du 1er août 2008, mais reste au gouvernement en redevenant 1er vice-ministre de la Santé, du Travail et des Affaires sociales le 5 août 2008, secondant à ce poste le ministre Yōichi Masuzoe. Le mois suivant, à l'occasion de l'élection du successeur de Yasuo Fukuda à la tête du PLD organisée le 22 septembre, il est le soutien en chef de son ancien confrère de la Défense, membre lui aussi de la faction Takeshita et ancien du Shinshintō, Shigeru Ishiba, qui est finalement battu par Tarō Asō à l'instar de trois autres candidats malheureux. Ce dernier ne confie aucun poste gouvernemental à Ichirō Kamoshita.
L'année suivante, lors des élections législatives du 30 août 2009 marquées par la victoire de l'opposition emmenée par le PDJ, Ichirō Kamoshita est battu au scrutin majoritaire dans sa circonscription du 13e district de Tōkyō par le jeune candidat (37 ans) démocrate Tairō Hirayama. Il est toutefois réélu sur la liste à la proportionnelle dans le bloc de Tōkyō.

### Député de l'opposition
À la suite de la démission de Tarō Asō de la présidence du parti en conséquence de cet échec, il soutient la candidature de Yasutoshi Nishimura, jeune parlementaire réformiste (partisan de l'abolition des factions) et nationaliste. Il est battu par Sadakazu Tanigaki, qui devient ainsi président du PLD et chef de la nouvelle opposition. En janvier 2010, avec quatre autres parlementaires ayant soutenu Yasutoshi Nishimura, il participe à la création d'un groupe inter-faction baptisé « Espoir » (のぞみ, Nozomi), militant pour s'opposer à l'octroi du droit de vote aux étrangers pour les élections locales, pour amender la Constitution pacifique japonaise et pour réformer la sécurité sociale. Présidé par Yūji Yamamoto et se présentant comme un soutien de Sadakazu Tanigaki, ce groupe est alors proche de Kunio Hatoyama mais aussi du député divers droite (et ancien du PLD) Takeo Hiranuma, connu pour ses prises de position traditionalistes et nationalistes.
Le 6 avril 2010, lors de la formation du premier contre-gouvernement du PLD, baptisé « Commission de renforcement de l'administration » ou plus simplement Next Japan, Ichirō Kamoshita y est nommé pour prendre en charge le dossier de la Sécurité sociale, à savoir l'assurance maladie, la santé, les retraites et le déclin de la natalité. Toutefois, le Next Japan est remplacé dès le 22 septembre 2010 par le Shadow Cabinet du PLD, dans lequel Ichirō Kamoshita n'est pas reconduit. Après le séisme du 11 mars 2011 de la côte Pacifique du Tōhoku, Ichirō Kamoshita aide à la création de la Ligue parlementaire pour mener à bien la réhabilitation et la reconstruction du Japon (日本の復興と再生を実現する議員連盟, Nihon no fukkō to saisei o jitsugen-suru gi'in renmei), regroupant 162 membres de la Diète issus du PLD et du Nouveau Kōmeitō mais aussi du PDJ et dont il devient l'administrateur.
Pour l'élection du président du PLD du 26 septembre 2012, à laquelle Sadakazu Tanigaki, faute de soutien, ne se représente pas, Ichirō Kamoshita est, comme en 2008, le soutien en chef de Shigeru Ishiba. Celui-ci arrive en tête du premier tour, avec 199 voix sur 497 exprimés face à quatre autres candidats (grâce surtout au vote dans les fédérations locales qui lui apporte 165 bulletins soit le double de ce qu'a obtenu son adversaire direct Shinzō Abe, il n'arrive toutefois qu'en troisième position parmi les parlementaires avec seulement 34 ayant voté pour lui) mais est battu lors du second tour, auquel seuls les membres de la Diète participent, par Shinzō Abe, par 89 suffrages contre 108.

### Cadre dirigeant du PLD de nouveau majoritaire
Le nouveau président nomme alors Shigeru Ishiba au poste stratégique de secrétaire général et numéro deux du parti, et Kamoshita obtient un poste à ses côtés en devenant l'un des deux secrétaires généraux adjoints. Après la victoire du PLD aux élections législatives du 26 décembre 2012 (au cours de laquelle Ichirō Kamoshita reconquiert le 13e district de Tōkyō en y obtenant 115 797 voix et 50,3 % des suffrages exprimés face à quatre autres candidats), il est nommé le 25 décembre suivant au poste de président du Comité des Affaires de la Diète, l'un des cinq postes exécutifs principaux du parti avec ceux de président, de secrétaire général, de président du Conseil général et de président du Conseil de recherche politique.

## Controverses
Peu de temps après sa nomination comme ministre de l'Environnement, dès le 5 septembre 2007, il a dû reconnaître qu'une organisation gérant ses fonds politiques lui avaient emprunté plus de 10 millions de yen (soit environ 63 500 €) en 1996, soit 5 fois plus que les 2 millions de yen (soit 12 700 € environ) qui avaient été officiellement déclarés pour cette année. Bien qu'une fausse déclaration concernant des dépenses politiques soit passible d'un peu plus de 6 000 € d'amendes et jusqu'à 5 ans de prison, Kamoshita s'est défendu en déclarant qu'il s'agissait d'une erreur et, soutenu par les membres du gouvernement et de la majorité, il n'a donc pas été forcé de démissionner.